# وزارة الشؤون المحلية (تونس)
وزارة الشؤون المحلية والبيئة هي وزارة تونسية تأسست في 2016 نتيجة فصلها عن وزارة الداخلية.

## المهام
تهتم هذه الوزارة بشؤون الجماعات المحلية، يعني شؤون المعتمديات والبلديات ووالولايات التونسية وكل ما يتعلق بالمجالس البلدية والمجالس الجهوية التونسية، وذلك بهدف تنظيمها والمساعدة إداريا في إعداد أول انتخابات بلدية وجهوية تونسية بعد الثورة التونسية وهذا هو الهدف الرئيسي من فصل هذه الوزارة عن وزارة الداخلية، ولكن يذكر أن تنظيم هذه الانتخابات هو من مهام الهيئة العليا المستقلة للانتخابات.

## التنظيم
تم إرفاق الهياكل التالية إلى وزارة الشؤون المحلية والتي كانت راجعة بالنظر إلى وزارة الداخلية:
- الإدارة العامة للجماعات المحلية العمومية.
- إدارة التنمية الجهوية، الراجعة إلى الإدارة العامة للشؤون الجهوية.
- قسم الشؤون البلدية في كل ولاية.
- قسم المجلس الجهوي لكل ولاية.

وكذلك يقع تحت إشراف الولاية المؤسسات التالية:
- صندوق القروض ومساعدة الجماعات المحلية.
- مركز التكوين ودعم اللامركزية.

## قائمة الوزراء
| الوزير | الوزير                    | الحزب | الحزب       | الحكومة             | تواريخ العهدة  | تواريخ العهدة  |
| ------ | ------------------------- | ----- | ----------- | ------------------- | -------------- | -------------- |
|        | يوسف الشاهد               |       | نداء تونس   | حكومة الحبيب الصيد  | 12 يناير 2016  | 27 أغسطس 2016  |
|        | رياض المؤخر (مع البيئة)   |       | آفاق تونس   | حكومة يوسف الشاهد   | 27 أغسطس 2016  | 14 نوفمبر 2018 |
|        | مختار الهمامي (مع البيئة) |       | مستقل       | حكومة يوسف الشاهد   | 14 نوفمبر 2018 | 27 فبراير 2020 |
|        | لطفي زيتون                |       | حركة النهضة | حكومة إلياس الفخفاخ | 27 فبراير 2020 | الآن           |

## مقالات ذات صلة
- وزارة الداخلية (تونس)

## روابط خارجية
- الموقع الرسمي.